# رابطة كتاب جمهورية صرب البوسنة

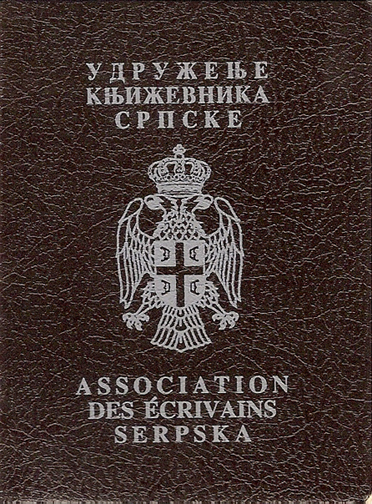
بطاقة عضوية

رابطة كتاب جمهورية صرب البوسنة (الصربية الكرواتية: Udrujeenje književnika Srpske، Удружење књижевника Српске) هي جمعية الكتابة الرسمية لجمهورية صرب البوسنة.

## التاريخ
تأسست الجمعية في عام 1993 في ياهورينا برئاسة نيكولا كوليفيتش الذي كان أستاذاً وسياسياً.
منذ عام 2003 ، نقل رئيس الجمعية زوران كوستيتش المقر الرئيسي من سربسكو سراييفو إلى بانيا لوكا. 

### الإدارة الأولى
تم اختيار الإدارة الأولى لثلاثة أعضاء عن طريق التصويت السري. كانت الإدارة:
- نيكولا كوليفيتش، الرئيس
- نيكولا فوكوليتش، نائب الرئيس
- رانكو بوبوفيتش، سكرتير.[5]

## المراجع

## الجوائز
- الشريط لإنجاز الحياة
- جائزة Kočić
- لوحة المملكة المتحدة
- جائزة أورو داميانوفيتش
- جائزة كتاب السنة